# Bulgariens Nationale Television
Bulgariens Nationale Television (bulgarsk: Българска национална телевизия, Bulgarska Natsionalna televiziya) eller BNT (БНТ) er en public service-tv-station i Bulgarien. Virksomheden blev grundlagt i 1959 og begyndte at sende den 26. december samme år. Den begyndte at sende i farver i 1970. BNT's hovedkvarter ligger i Sofia, Bulgarien.
| Anime eller manga | Spire Denne artikel om medie og kommunikation er en spire som bør udbygges. Du er velkommen til at hjælpe Wikipedia ved at udvide den. |